# Concerto pour violon et orchestre n°1 de Glass
Pour les articles homonymes, voir Concerto pour violon et orchestre.
Le Concerto pour violon et orchestre no 1 de Philip Glass est une œuvre composée en 1987 pour un violon seul et un orchestre symphonique.

## Historique
Cette œuvre de Glass est la première qu'il écrit spécifiquement pour un ensemble orchestral symphonique. Avec ce concerto, il expérimente pour un large ensemble ses motifs et unités musicaux habituels, associés à la musique minimaliste, dans le cadre de la structure classique du concerto en trois mouvements tel qu'il est conçu dans la musique occidentale depuis deux siècles.
La première du Concerto pour violon et orchestre fut donnée le 5 avril 1987 à New York par l'American Composers Orchestra dirigé par Dennis Russell Davies avec Paul Zukofsky au violon.

## Structure
Le concerto, initialement composé de cinq mouvements courts, fut ramené à trois mouvements plus longs de rythme général rapide-lent-rapide, mais avec une coda lente à la suite des discussions entre Glass et Zukofsky. Leurs indications métronomiques sont des tempos en battements par minute sur les noires, :
1. Premier mouvement  = 104 —  = 120 (env. 6 min 30 s) : les douze premières mesures ont une métrique irrégulière en 5/8, 6/8 et 3/4, puis la section adopte un rythme à 3/4. Le violon solo entre à la treizième mesure sur un premier accord parfait mineur arpégé en ré mineur puis déroule inlassablement ses doubles croches d'arpèges sur un ambitus d'une octave.
2. Deuxième mouvement  = env. 108[2] ou  = env. 96[3] (env. 9 min)
3. Troisième mouvement  = env. 150 — Coda : poco meno  = 104 (env. 9 min 30 s)

L'exécution de l'œuvre dure environ 25 minutes.
L'instrumentation de l'œuvre est composée de : deux flûtes (et aussi un piccolo), deux hautbois, deux clarinettes (en si bémol), une clarinette en mi bémol, une clarinette basse en si bémol, deux bassons, quatre cors, trois trompettes (en si bémol), deux trombones, un trombone basse, un tuba, timbales, wood-block, triangle, caisse claire, grosse caisse, cymbales, harpe, cordes.

## Discographie sélective
Enregistrements notables, par ordre chronologique :
- 1993 : par Gidon Kremer (violon) et le Philharmonique de Vienne (dirigé par Christoph von Dohnányi), enregistré en 1992 (partie Glass), sorti en 1993 sur l'album Philip Glass: Violin Concerto / Alfred Schnittke: Concerto Grosso No. 5 chez Deutsche Grammophon sous le titre Concerto for Violin and Orchestra (durée 24:54).
- 1999 : par Robert McDuffie (violon) et l'Orchestre symphonique de Houston (dirigé par Christoph Eschenbach), enregistré en 1998, sorti en 1999 sur l'album Violin Concertos of John Adams & Philip Glass chez Telarc sous le titre Concerto for Violin and Orchestra (durée 26:12).
- 2000 : par Adele Anthony (violon) et le Ulster Orchestra (dirigé par Takuo Yuasa), enregistré en 1999, sorti en 2000 sur l'album Philip Glass: Violin Concerto, Prelude and Dance from Akhnaten, Company (chez Naxos) sous le titre Violin Concerto (durée 24:43).
- 2009 : par Amy Dickson qui joue au saxophone soprano la partie de violon et le Royal Philharmonic Orchestra dirigé par Mikel Toms sur l'album Glass, Tavener & Nyman chez RCA Red Seal.